# Dødsbo
Et dødsbo omfatter en afdød persons formue og ejendele. Dødsboet opstår, når boet er udleveret fra Skifteretten og ophører, når Skat og Skifteretten har godkendt boopgørelsen, hvorefter arven fordeles. Et dødsbo kan behandles på flere forskellige måder, hvor én af de mest typiske anvendte metoder er privat skifte.
Et privat skifte betyder at arvingerne selv behandler boet og en bobestyrer, udpeget af skifteretten, holdes ude af beslutningerne. Det er dog ikke en forudsætning af boet behandles alene af arvingerne og uden advokat. Typisk vil behandlingen af boet ske med bistand fra en advokat med speciale i dødsboer.
Når en person dør, får Skifteretten gennem sognepræsten meddelelse herom, hvorefter arvinger og eventuel længstlevende ægtefælle skal træffe afgørelse om, hvordan boet skal skiftes. Der findes flere forskellige måder at skifte et dødsbo på, kaldet boskifteformer. Længstlevende ægtefælle kan vælge ikke at skifte med arvingerne og dermed sidde i uskiftet bo. Først når længstlevende dør vil det egentlige dødsbo opstå.
I nyere tid er der i yderkanterne af Danmark opstået flere og flere herreløse huse efter insolvente dødsboer – en ejendom, hvor gælden opvejer dens værdi. Bobestyreren har i disse tilfælde besluttet at prisgive ejendommen, dvs. lukke dødsboet, uden at huset er blevet solgt, da det ikke har været muligt. Omvendt findes der dødsboer med stor værdi. Dødsboet efter Mærsk McKinney Møller indbragte Gentofte kommune 1,5 milliarder kroner i boskat.